# Joaquim Pimenta de Castro

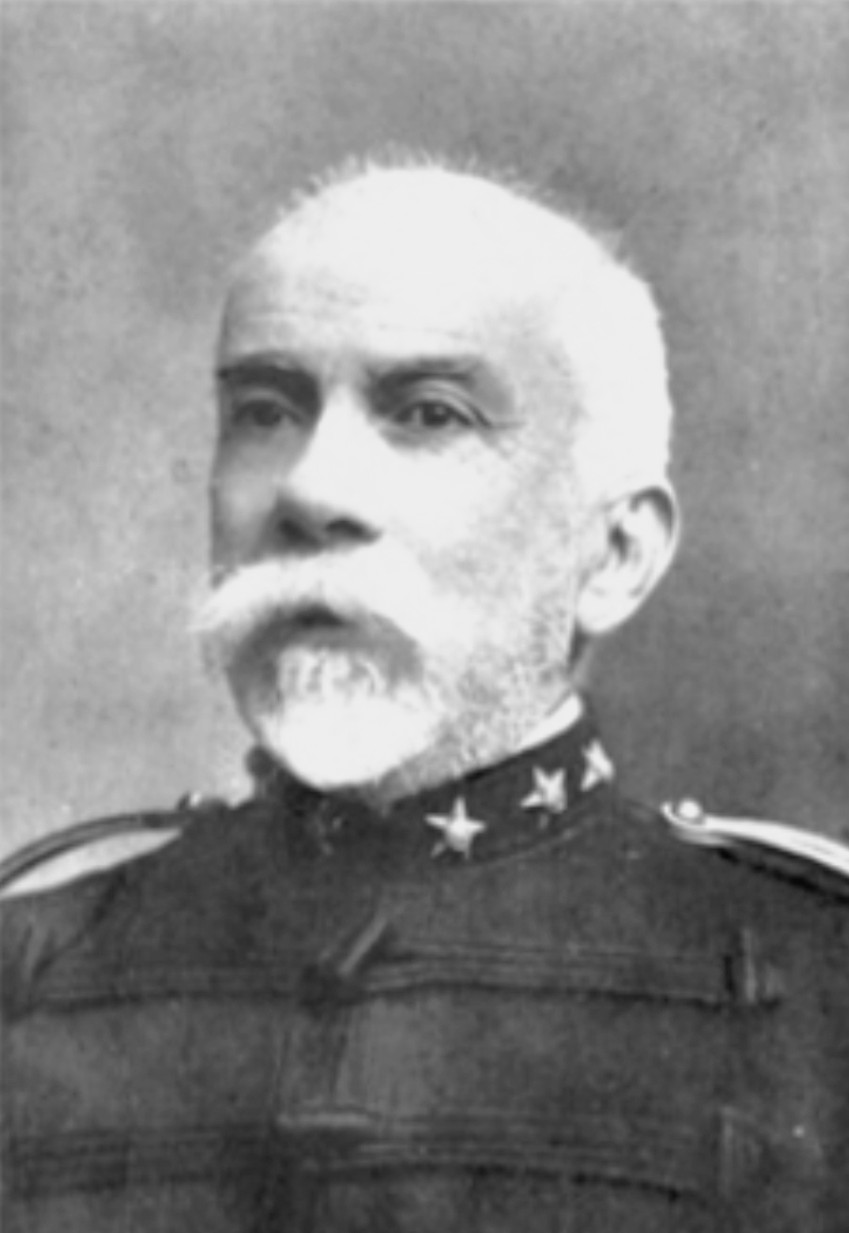
Joaquim Pimenta de Castro

Joaquim Pereira Pimenta de Castro [ʒu.ɐ.'kĩ pi.'mẽ.tɐ dɨ 'kaʃ.tɾu] (Pires, 5 november 1846 - Lissabon, 14 mei 1918) was een Portugees militair en politicus.
Joaquim Pimenta de Castro volgde een militaire opleiding en studeerde wiskunde aan de Universiteit van Coimbra. In 1908 werd hij commandant van de 3de militaire regio (Porto). Na de Portugese Revolutie en de uitroeping van de republiek werd hij op 3 september 1911 minister van Oorlog onder premier João Chagas. Hij moest echter op 8 oktober 1911 vroegtijdig aftreden omdat hij niet adequaat genoeg optrad tegen de monarchistische opstand van kapitein Henrique de Paiva Couceiro in het noorden van het land. 
President Manuel de Arriaga benoemde generaal Pimenta de Castro op 25 januari 1915 tot minister-president. Hij vormde een regering (voornamelijk bestaande uit militairen) en trok al spoedig alle macht naar zich toe en ontbond het parlement. De president, de Evolutionistische Republikeinse Partij, de Republikeinse Unie en de rechtse groeperingen bleven Pimenta de Castro trouw, omdat hij een einde maakte aan de macht van de Democratische Partij. Pimenta de Castro voerde een gematigde politiek. Hij zette de onderhandelingen voor Portugals toetreding tot de Eerste Wereldoorlog aan de zijde der Entente stop en maakte een einde aan de kerkvervolgingen. Op 14 mei 1915 werd Pimenta de Castro ten val gebracht door een republikeinse revolutie van de Democratische Partij. Op 26 mei 1915 moest ook president Arriaga aftreden.
- Bibliothèque nationale de France: cb16674201b (data)
- Gemeinsame Normdatei: 142798835
- International Standard Name Identifier: 0000 0000 6908 4143
- Library of Congress Control Number: n2010053170
- Système universitaire de documentation: 16582560X
- Virtual International Authority File: 98706502